# Ashby-de-la-Zouch

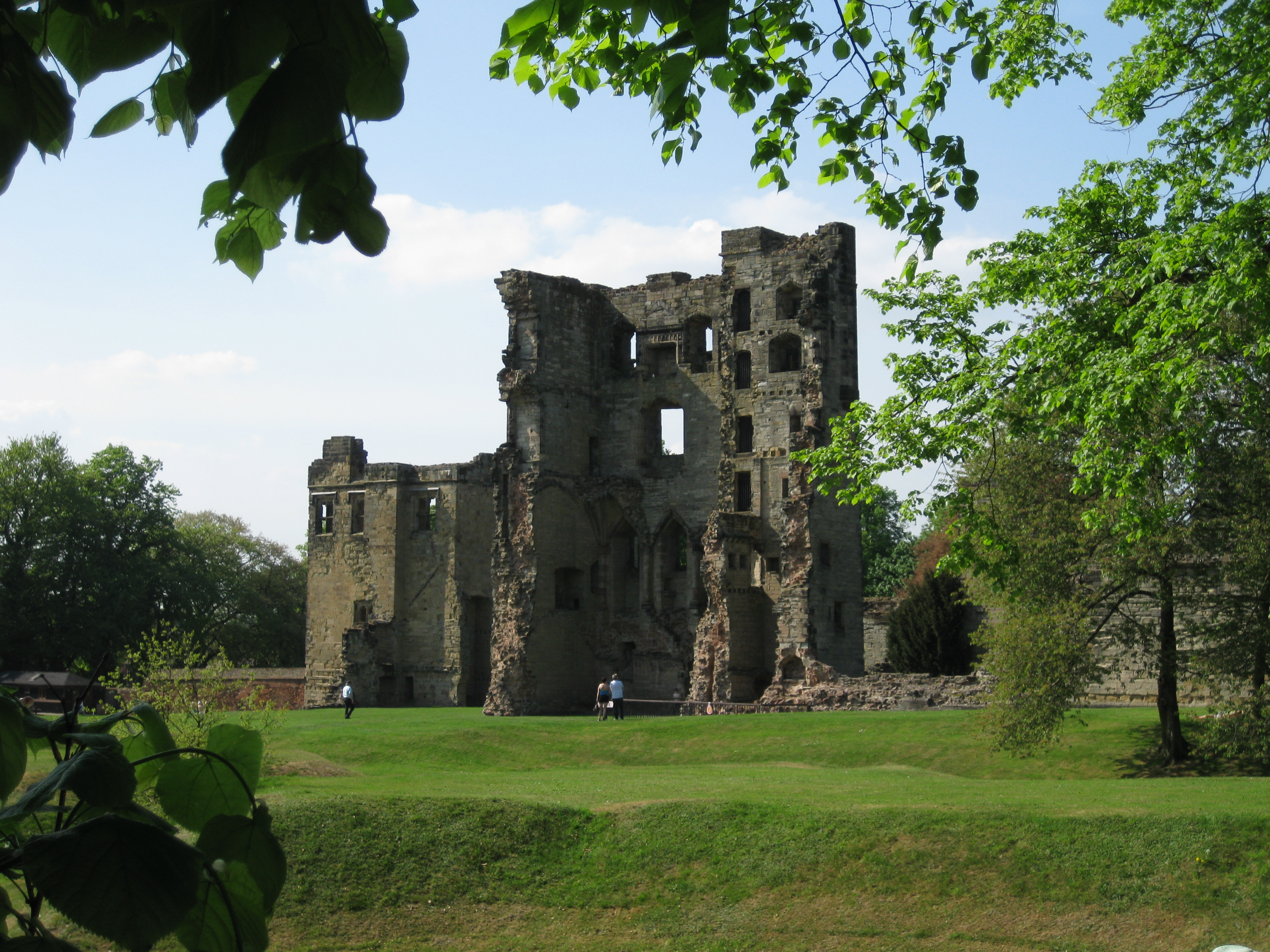
Ruine

Ashby-de-la-Zouch [ˌæʃbɪˌdələˈzuːʃ], oft kurz nur Ashby, ist eine Kleinstadt mit etwa 12.500 Einwohnern in Leicestershire in England.

## Geschichte
Die Burg von Ashby-de-la-Zouch war ursprünglich von den Normannen im 12. Jahrhundert errichtet worden. Nachdem die Linie des Alan de la Zouche im 14. Jahrhundert ausgestorben war, wechselte die Burg mehrmals den Besitzer. Im 15. Jahrhundert schließlich verlehnte Eduard IV. sie an William Hastings, 1. Baron Hastings, der die Burg ausbaute. Sie wurde im Bürgerkrieg von 1642 von Royalisten verteidigt und im Januar 1643 von der Parlamentsarmee eingenommen.  
Im 19. Jahrhundert zerfiel die Burg zur Ruine, wurde aber dank dem Roman Ivanhoe zu der Touristenattraktion, die sie bis heute geblieben ist. Im 19. Jahrhundert war Ashby zudem ein Badekurort, denn 1805 wurde in der nahen Moira-Kohlemine eine ertragreiche Salzquelle entdeckt. 1822 wurden in Ashby die Ivanhoe Baths eröffnet, ein über 60 Meter langer, im neugriechischen Stil gehaltener Bau, der aber 1960 geschlossen und schließlich abgerissen wurde.
Bevor Coalville bedeutender wurde, war Ashby der bedeutendste Ort im nordwestlichen Leicestershire.

## Verkehr
Obwohl durch Ashby eine Bahnlinie führt, gibt es keinen Eisenbahnanschluss. Der Ort teilt eine gemeinsame Abfahrt von der M1 mit Loughborough.

## Söhne und Töchter der Stadt
- Alf Twigg (1882–unbekannt), Fußballspieler
- Roger Williamson (1948–1973), Automobilrennfahrer
- Russell Hoult (* 1972), Fußballtorwart
- Andrew Betts (* 1977), Basketballspieler